# Elecciones presidenciales de Colombia de 1914
Las elecciones presidenciales de Colombia de 1914 se realizaron el martes 10 de febrero de 1914  para elegir al presidente de la República de Colombia para el período correspondiente a 1914-1918, resultando elegido el conservador José Vicente Concha. Fue la primera vez desde 1860 que se eligió al presidente mediante sufragio directo, y sin distinciones económicas o de educación, en aplicación de la Reforma Constitucional de 1910.

## Candidatos
| Candidato | Candidato | Candidato                                  | Formación | Cargos públicos |
| --------- | --------- | ------------------------------------------ | --------- | --- |
|           |           | José Vicente Concha 46 años Conservador    | Abogado   | - Ministro de Guerra de Colombia (1901-1902) - Embajador de Colombia en Italia (1902-1902)                                                        |
|           |           | Nicolás Esguerra 75 años Unión Republicana | Abogado   | - Secretario del Tesoro de La República de Colombia (1874-1876) - Miembro de la Cámara de Representantes de Colombia por Cundinamarca (1872-1874) |

## Contienda electoral
Para las elecciones presidenciales de 1914 el conservatismo presentó como su candidato al exministro y diplomático José Vicente Concha, quien también obtuvo el apoyo del sector disidente del liberalismo encabezado por el experimentado militar y político Rafael Uribe Uribe.
A su vez, el también diplomático y abogado Nicolás Esguerra fue postulado por el partido de gobierno Unión Republicana, una coalición de liberales y conservadores opuesta a la intransigencia de sus respectivos partidos, la cual apoyó la reforma constitucional de 1910 y la elección de Carlos Eugenio Restrepo como presidente para el período anterior, 1910-1914.

### Resultados
| Candidato a presidente | Partido o movimiento | Votos   |
| ---------------------- | -------------------- | ------- |
| José Vicente Concha    | Conservador          | 300.735 |
| Nicolás Esguerra       | Unión Republicana    | 36.764  |
| Otros votos            | Otros votos          | 99      |
| Total                  | Total                | 337.597 |

Pese a que se implementó por primera vez el voto directo, las elecciones no estuvieron exentas de polémica, ya que se llegó a decir se ejercieron actos de violencia sobre los electores, y por consiguiente la victoria de Concha fue fraudulenta. Por ejemplo, décadas después, El Tiempo llegó a publicar en su informe semanal que en Guasca (Cundinamarca), durante las elecciones de 1914, se reportó la participación de un número superior incluso a la cantidad de habitantes registradas para la época, indicando abusos políticos en un conteo poco transparente de votos.

### Consecuencias
La victoria de Concha le devolvió el poder en plenitud al Partido Conservador, ya que el gobierno anterior era de coalición, aunque históricamente se le considera como conservador. Una de las consecuencias de los resultados también fue el asesinato de Uribe Uribe en octubre de ése año, atacado en las escalinatas del Capitolio Nacional por dos campesinos adeptos al partido y a la prensa republicanas.